# 坂下悠乃
坂下 悠乃（さかした ゆうの、1997年7月17日 - ）は、日本の気象予報士、防災士。ウェザーマップ所属。

## 来歴
岩手県宮古市出身。宮古市立高浜小学校、宮古市立河南中学校、岩手県立宮古高等学校、弘前大学理工学部地球環境防災学科卒業。大学在学中の2019年4月に気象予報士として登録される。
2020年に大学を卒業した後、2022年にウェザーマップに所属。所属以前には別の民間気象会社で活動していた。

## 出演
- ずくだせテレビ（信越放送、2022年4月4日[2] - ）
- SBCニュースワイド（信越放送、2022年4月4日[7] - ）